# Maison Argoutinski-Dolgoroukov
Ne doit pas être confondu avec Famille Argoutinsky-Dolgoroukoff.

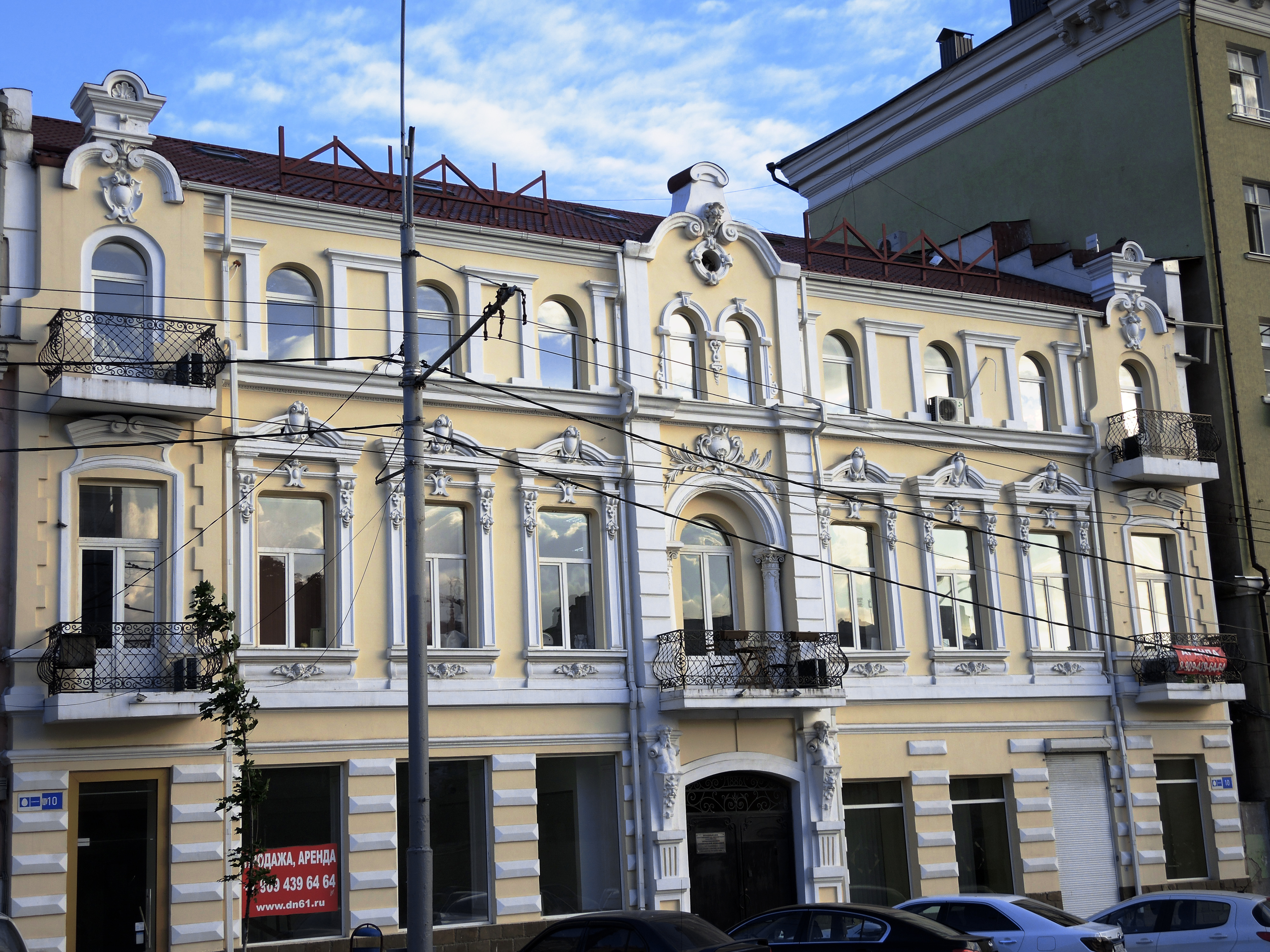
Maison Argutinsky-Dolgorukov

La maison Argoutinsky-Dolgoroukov ( russe : Дом Аргутинского-Долгорукова)  est un édifice style Art nouveau dans le quartier Leninsky de Rostov-sur-le-Don, en Russie. La maison est située au 10 rue Bolchaïa Sadovaïa ( russe : Большая Садовая улица, 10). L'immeuble est également considéré comme un objet du patrimoine culturel. 

## Histoire
La maison Argoutinsky-Dolgoroukov a été érigée dans le dernier quart du XIXe siècle. Des magasins étaient situés au rez-de-chaussée de l'immeuble. Les logements occupaient les premier et deuxième étages. Le bâtiment a été nationalisé après l'établissement de la domination soviétique. Le plan de la maison a été modifié par la suite. Les premiers travaux de restauration sans projet séparé ont eu lieu en 1996. En 2004, une subvention de la société de construction Slavyane été utilisée pour la mise en œuvre de vastes travaux de restauration. Le propriétaire actuel de la maison est le gardien du logement et des bureaux,. 

## Description
Le bâtiment de trois magasins a été conçu dans le style Art nouveau à la fin du XIXe siècle. Il fait partie du développement urbain historique de la rue Bolchaïa Sadovaïa. L'architecture du bâtiment emploie également des éléments de décoration baroques et classiques. La façade est décorée de greniers et de rustications (bossages) centrales et latérales à bandes. Les fenêtres rectangulaires du premier étage sont couronnées de corniches segmentaires en relief. Le premier étage a de petits balcons avec une délicate balustrade en fonte. Les colonnes de l'arc central utilisent un ordre corinthien composite. L'entrée de la cour est ornée de deux atlantes. 

## Pour approfondir

### Articles Connexes
- Famille Argoutinsky-Dolgoroukoff
- Rostov-sur-le-Don
- Art Nouveau